# Моя подруга — репетитор
«Моя подруга — репетитор» (кор. 동갑내기 과외하기) — южнокорейская романтическая кинокомедия с элементами драмы и боевика, повествующая о двух студентах из совершенно разных слоёв общества. Премьера состоялась 30 января 2003 года. Для режиссёра Ким Гён Хёна этот фильм стал дебютным. Фильм стал третьим наиболее продаваемым в Южной Корее в 2003 году, его посмотрели свыше 5 миллионов кинозрителей. Фильм в некотором роде схож с кинолентой «100 дней с мистером высокомерие», где девушке приходится проводить время против своей воли с парнем, который ей неприятен.

## Сюжет
Чхве Су Ван (Ким Ханыль) — студентка второго курса, которая для оплаты учёбы подрабатывает репетитором, но каждый раз из-за несносного характера ученика отказывается от работы. Мать пригрозила ей, что если она  не справится еще раз, то перестанет быть для неё дочерью. Её новый ученик Ким Джи Хун (Квон Сан У) — не желающий учиться сорванец из богатой семьи, с которым Чхве Су Ван приходится мириться, даже не обучая, а просто проводя с ним время.

## Роли исполняли
- Квон Сан У — Ким Джихун
- Ким Ханыль — Чхве Суван
- Пэк Ильсоп — Ким Бонман, отец Джихуна
- Ким Джиу — Ян Хогён
- Кон Ю — Ли Джонсу

## Рецензия
Зрители высоко оценили киноленту, которая к тому же обладает сходством с фильмом 2001 года «Дрянная девчонка». Фильм не является классическим примером корейского кинематографа, но обладает определённым корейским обаянием. Комбинирование романтической комедии и боевика делает фильм захватывающим.
Рецензия-опрос веб-сайта Rotten Tomatoes показала, что 80 % аудитории, оценив на 3,9 балла из 5, дали положительный отзыв о фильме.